# Q
La q (en mayúscula Q, nombre cu, plural cus) es la decimoctava letra y la decimocuarta consonante del alfabeto español, y la decimoséptima letra del alfabeto latino básico. 
Se usa principalmente ante las vocales e o i, mediante la interposición de una u, que normalmente es muda.

## Historia
Se corresponde con la letra Q del alfabeto latino que proviene de la letra qof fenicia. Su origen parece remontarse al antiguo signo nahas, que representaba una serpiente de gran porte. 
Hasta su desaparición, en el siglo I, las primeras minúsculas, las unciales y las semiunciales clásicas tuvieron formas mayúsculas.
| q |

| q |

## Uso fonético
La q española, al igual que la francesa, representa un fonema oclusivo velar sordo idéntico a la k delante de las vocales "e" o "i", interponiendo una "u" muda: que y qui. 
Sin embargo, en otros idiomas se pronuncia la «u» que sigue a la letra q. De hecho, en la mayoría de las lenguas europeas esta letra q se usa para las sílabas "cua", "cue", "cui", "cuo" y en pocos idiomas "cu". Ejemplos: "aqua" en latín, "cinquanta" en italiano, "squid" en inglés, "quale" en Ido. En el caso del portugués y catalán se pronuncia la letra u en qua y quo , y en catalán se utiliza la diéresis en qüe y qüi para que haga la misma función en güe y güi en palabras como "freqüència", lo mismo también ocurria en el portugués, en palabras como "qüinqüênio", pero ya no se usa la diéresis desde 2016, y actualmente no se puede distinguir una u muda de una u que se pronuncia en el portugués en que y qui. Aunque hay otros tantos idiomas en los que la u es muda, como por ejemplo en francés en el cual, por ejemplo, la u de quatre lo es.
Representa la oclusiva uvular sorda en el Alfabeto Fonético Internacional.
En los idiomas quechua, aimara, azerí y uzbeko, así como en la romanización del náhuatl clásico y del inuktitut, entre otros, también representa la oclusiva uvular sorda.
En tártaro representa la oclusiva velar sonora.
En latín el dígrafo ⟨qu⟩ representa una oclusiva velar sorda labializada [kʷ].
En pinyin representa una africada palatal sorda aspirada [tɕʰ].
En albanés representa una oclusiva palatal sorda [c].

## En el idioma turco
En el idioma turco, la Q no existe al igual que las letras W y X, ya que no es una necesidad en el idioma, como en la mayoría de las lenguas túrquicas.

## Representaciones alternativas
En alfabeto fonético aeronáutico, se le asigna la palabra Quebec.
En código Morse es:  --·- 

Banderas de señales
Alfabeto semáforo
Lectura Braille
Alfabeto manual